# Križarstvo
Križarstvo je bilo katoliško mladinsko gibanje, predvsem študentovske mladine, ki se je brez tujih vzorov in spontano pojavilo okoli 1924 v Ljubljani in Mariboru.
Gibanje je dobilo ime po mesečniku Križ na gori (1924/25–1926/27), ki se je nadaljeval v reviji Križ (1928–30); v Mariboru so križarji izdajali revijo Stražni ognji (1924–26). V svojih rokah so imeli tudi Akademskega Orla. Križarstvo je vzniknilo iz problematike slovenske družbe, predvsem slovenskega katolicizma, njegovih moralnih, socialnih in političnih problemov. Križarji so nasprotovali duhovnemu in moralnemu poplitvenju krščanstva ter sprejemanju meščanske in kapitalistične družbene koncepcije, h kateri se je vse bolj nagibala SLS; bili so torej kritični do vodstva SLS. Religioznost so pojmovali drugače kot rimskokatoliška Cerkev, zato jim je bila ta nenaklonjena.
Čeprav je bilo križarstvo predvsem duhovno gibanje, so zlasti po 1926/27 med njimi dozorela tudi izrazito politična stališča o bistvenih vprašanjih slovenstva; pravzaprav se je konec dvajsetih let križarsko gibanje cepilo v dve glavni krili: v umetnostno oz. duhovno in v družbeno angažirano oz. politično. Idejni voditelj križarjev je bil v Ljubljani Anton Vodnik, v Mariboru pa Edvard Kocbek; ta je po svojem prihodu v Ljubljano postal voditelj križarstva in ga potegnil v krščanski socializem. Križarstvu se je očitalo predvsem dvoje: 1. da je socialno revolucionarno in vodi v komunizem, in 2. da prinaša v verska vprašanja krivoverske nazore. V tridesetih letih so se križarji kot odrasli pisci pojavljali v revijah Dom in svet in Dejanje.